# Acolin
L'Acolin è un fiume francese che nasce dallo Stagno Casson a Mercy e dopo un percorso di 63,1 Km sfocia nella Loira ad Avril-sur-Loire.

## Geografia
Il fiume sorge nell'Allier, a una ventina di chilometri a sudest di Moulins, a sud della località di Mercy, ad un'altezza s.l.m. di 287 m in una zona boscosa ricca di stagni.
Dopo la sorgente, il fiume si dirige a nord. Il suo bacino drena la regione situata tra il corso inferiore dell'Allier a ovest e della Besbre a est. Mantiene il suo orientamento verso nord lungo tutto il suo percorso di 63,1 chilometri, per gettarsi poi nella Loira ad Avril-sur-Loire, a un'altezza s.l.m. di 182 m, leggermente a valle della città di Decize.
Esso attraversa il canale laterale alla Loira.

### Comuni e cantoni attraversati
Nei due dipartimenti dell'Allier e della Nièvre, l'Acolin attraversa dieci comuni (da monte verso valle):
Mercy (sorgente), Chapeau, Thiel-sur-Acolin, Chevagnes, La Chapelle-aux-Chasses, Lucenay-lès-Aix, Cossaye, Saint-Germain-Chassenay, Decize, Avril-sur-Loire (confluenza).
Riguardo ai cantoni, l'Acolin nasce nel cantone di Moulins-2, attraversa il Cantone di Dompierre-sur-Besbre, quello di Decize, e confluisce in quello di Saint-Pierre-le-Moûtier, tutto negli arrondissement di Moulins e di Nevers.

### Toponimo
L'Acolin ha dato il suo idronimo al comune di Thiel-sur-Acolin.

## Affluenti
L'Acolin ha quindici tronconi affluenti ufficiali tra i quali (rd per "riva destra" e rs per "riva sinistra"):
- il Moulin Verne (rd), 10.3 km sui due comuni di Chapeau e Mercy.
- il Gaize (rd), 8.1 km sui cinque comuni di Thiel-sur-Acolin, Chapeau, Vaumas, Mercy, Thionne.
- il torrente des Potiers (rd), 6.2 km sul solo comune di Thiel-sur-Acolin.
- il torrente le Chevrieux o de la Montre (rs), 7.4 km sui due comuni di Thiel-sur-Acolin e Montbeugny.
- l'Huzarde (rs), 19.3 km sui quattro comuni con 5 tronconi affluenti.[2]
- l'Ozon (rs), 26.6 km su cinque comuni con due affluenti.[3]
- l'Abron (rs) 32.6 km su sette comuni con undici tronconi affluenti ufficiali.[4]
- il Plantanet, o torrente le Plantenet (rd), 7.5 km sui due comuni di Avril-sur-Loire e Decize
- il canale laterale alla Loira, 195.9 km